# Oneta (parroquia)
Oneta es una parroquia española del concejo de Villayón, perteneciente a la comunidad autónoma de Asturias.

## Historia
Hacia mediados del siglo XIX, la parroquia, por entonces perteneciente a Navia, tenía contabilizada una población de 521 habitantes. Aparece descrita en el duodécimo volumen del Diccionario geográfico-estadístico-histórico de España y sus posesiones de Ultramar de Pascual Madoz con las siguientes palabras:

ONETA (Sta. Maria): felig. en la prov. y dióc. de Oviedo (16 leg.), part. jud. de Luarca (3 1/2), ayunt. de Navia (2 1/2). sit. en un valle á la caida setentrional de la sierra del Segredal, con buena ventilacion, y clima sano. Tiene unas 80 casas repartidas en el l. de su nombre y los barrios y cas. de Braña de Brañuas, Fuentes, Folgueras y Linera. La igl. parr. (Sta. Maria), es aneja de la de San Pedro de Villayon, con la cual confina y con las de Arbon y Montaña de Rionegro. El terreno es fragoso y de inferior calidad. prod.: patatas, centeno y algun maiz; hay ganado vacuno, de cerda y lanar; y caza de diferentes especies. pobl.: 92 vec., 521 alm. contr.: con su ayunt. (V.).
(Madoz, 1849, p. 276)

En la actualidad, pertenece al concejo de Villayón. En 2023, tenía empadronados 105 habitantes.